# Écuries royales de Bruxelles
Les Écuries royales de Bruxelles (en néerlandais : Koninklijke Stallen van Brussel) sont un témoin de l'architecture néo-classique en Belgique durant la période hollandaise. Elles sont situées dans le parc du « Palais du Prince d'Orange » (appelé « Palais des Académies » depuis 1876) à Bruxelles.

## Historique
Le palais et ses écuries furent érigés en 1823-1826, sans doute en même temps que le palais, pour le prince Guillaume d'Orange (fils du roi Guillaume Ier des Pays-Bas et futur Guillaume II des Pays-Bas) de 1815 à 1828.
Le premier architecte en fut Charles Vander Straeten, mais il fut remplacé à partir de 1825 par Tilman-François Suys, pour cause de dépassement de budget.
Transformées en caserne après l'indépendance belge, les écuries furent occupées par un bataillon de grenadiers de 1830 à 1839.
Elles furent dotées d'une extension semi-circulaire en 1859 et reçurent leur dénomination officielle d'Écuries royales en 1865.
Après avoir servi un temps de garage à la famille royale, le bâtiment fut cédé aux  Académies en 1966 par le roi Baudouin pour qu'elles y installent leurs bibliothèques.

## Statut patrimonial
Les Écuries royales de Bruxelles ne font pas l'objet d'un classement mais sont inscrites à Inventaire du patrimoine architectural de la Région de Bruxelles-Capitale depuis le 19 août 2024.

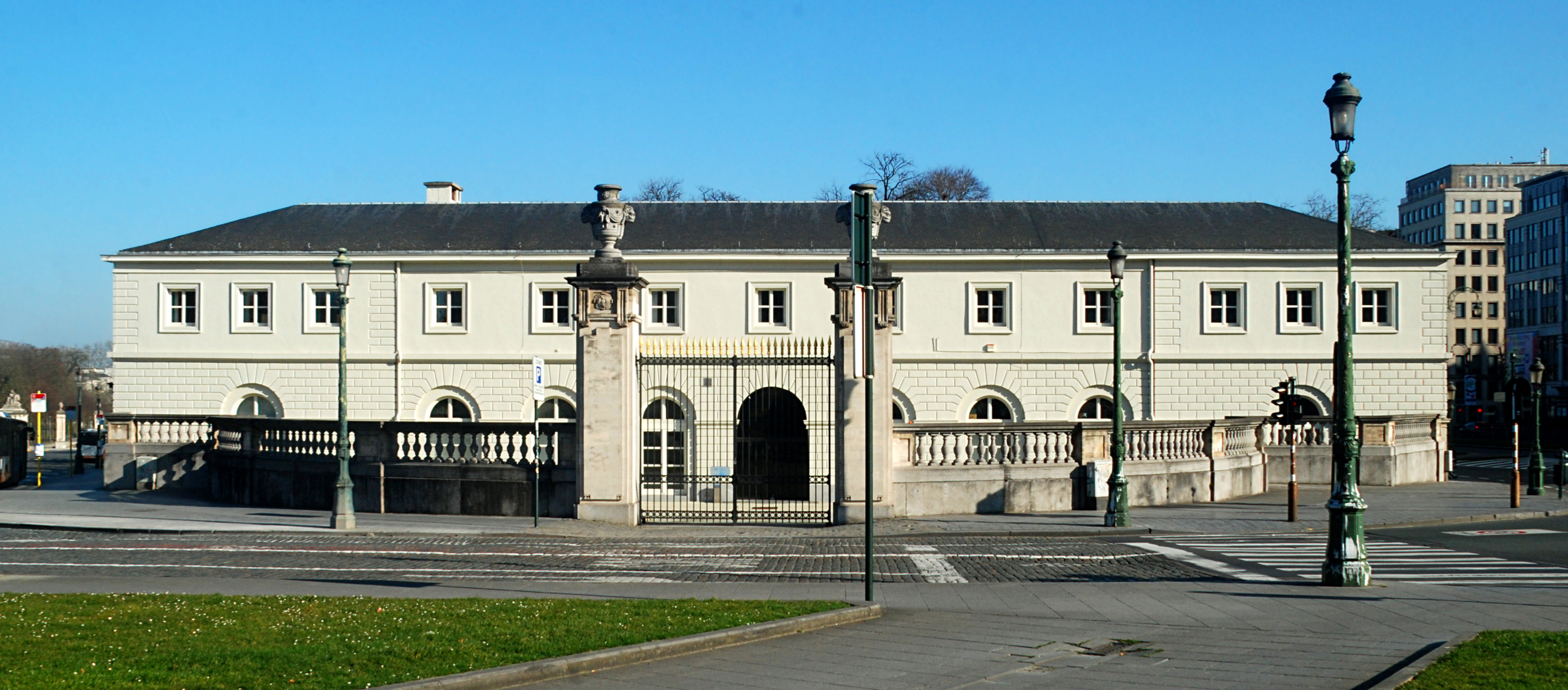
La façade sud.

## Architecture
Situées au sud du Palais des Académies, face à la place du Trône, les Écuries royales présentent un plan en carré.
Elles sont composées de quatre ailes enduites et peintes en blanc. Les ailes nord et sud comptent chacune treize travées alors que les ailes est et ouest en comptent chacune onze.
Chaque façade présente un rez-de-chaussée rythmé par une succession de baies cintrées à imposte, séparées par une maçonnerie à bossages plats et à lignes de refend, sur un soubassement en pierre bleue. Autour de l'arc des arcades, les bossages adoptent un profil rayonnant, typique de l'architecture néo-classique.
Séparé du rez-de-chaussée par un puissant cordon de pierre, le premier étage, austère et de faible hauteur, présente une surface lisse qui contraste très fort avec les bossages du niveau inférieur, percé de petites fenêtres presque carrées à encadrement mouluré.
On notera l'asymétrie des travées situées aux extrémités, les trois fenêtres de l'étage surplombant une unique arcade au rez-de-chaussée.
Lors de la restauration des années 1990, la cour intérieure a été transformée en un patio recouvert d'une verrière.

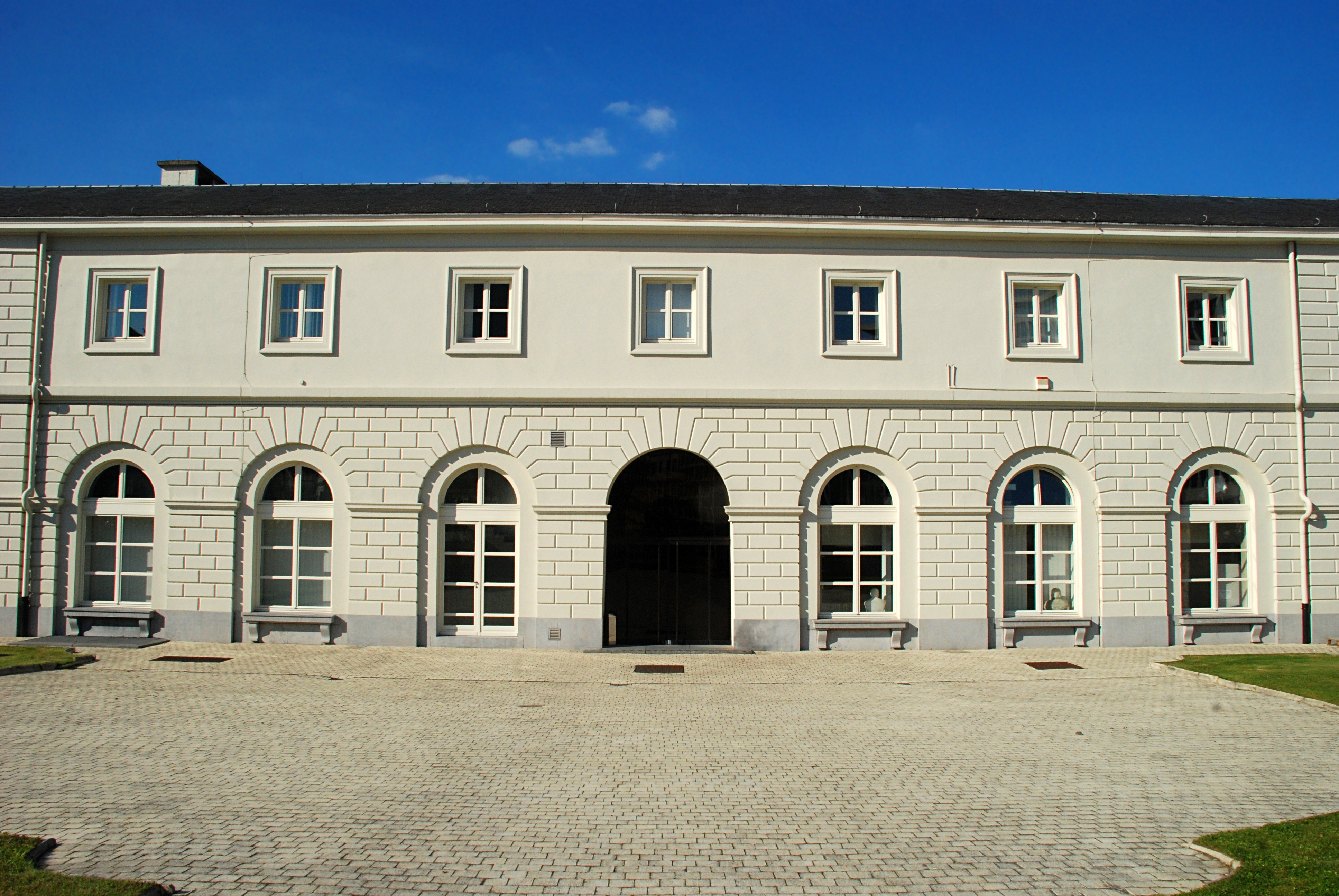
Les travées centrales de la façade sud.
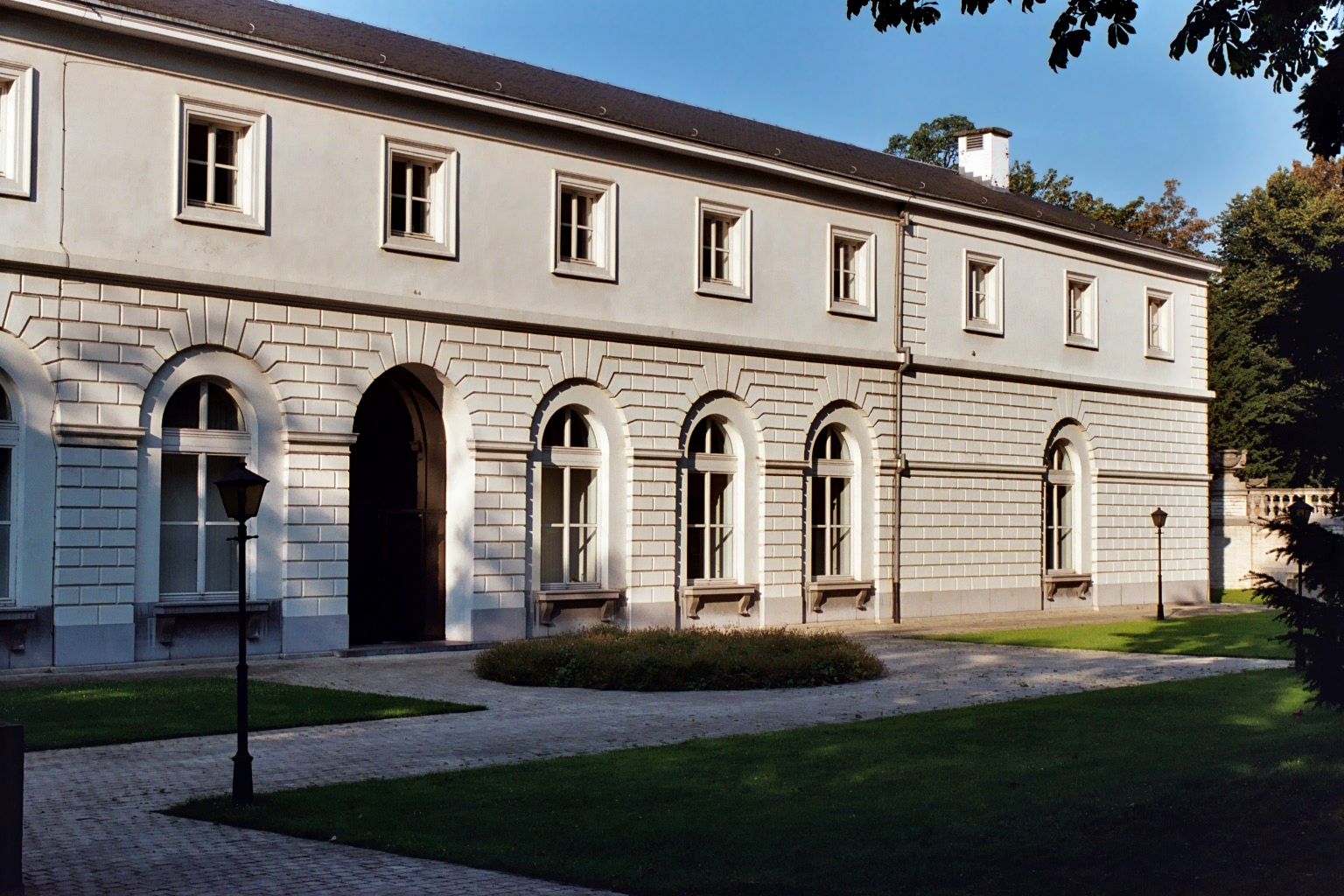
La façade nord.
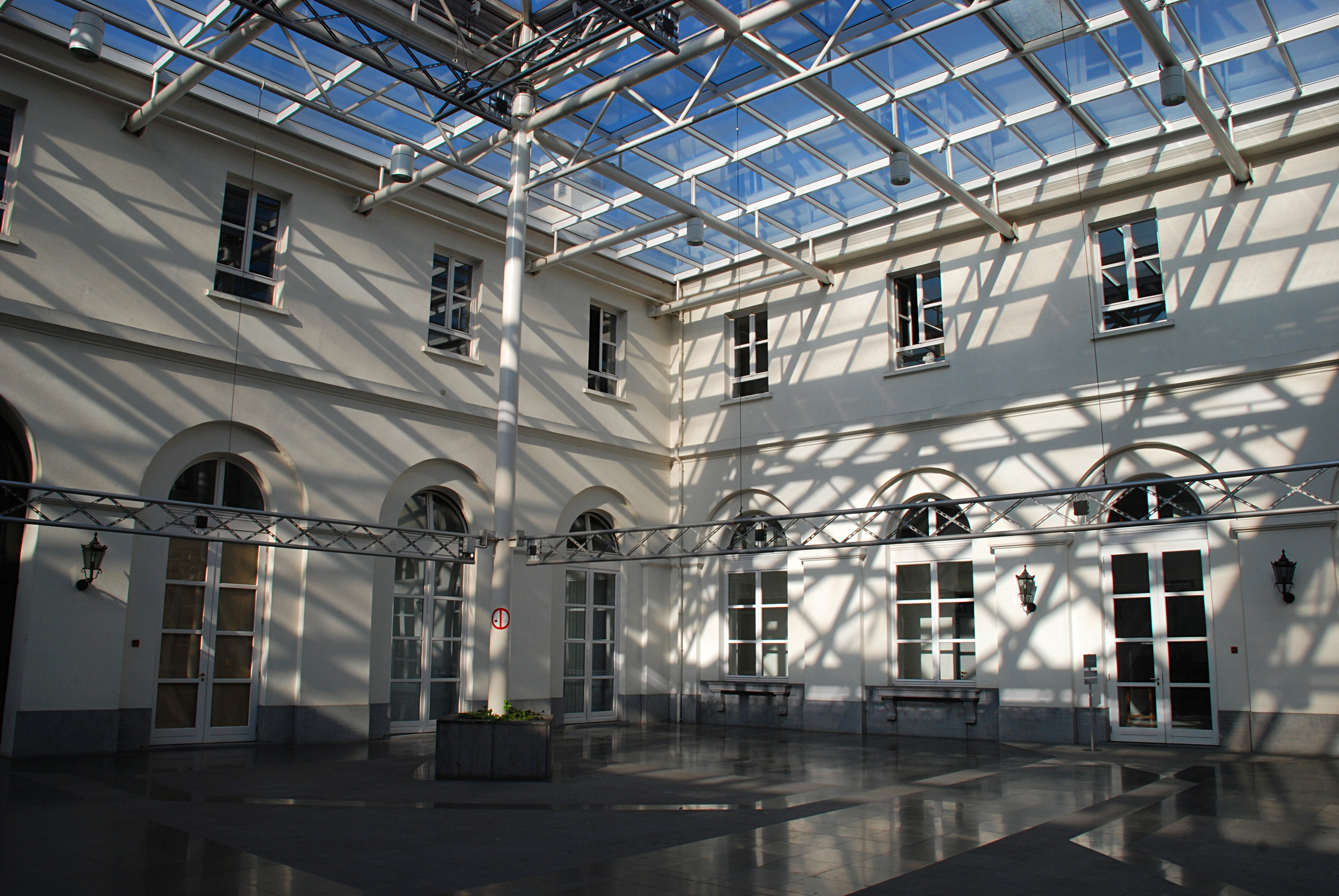
Le patio et sa verrière.

## Portail, balustrade et mur de clôture

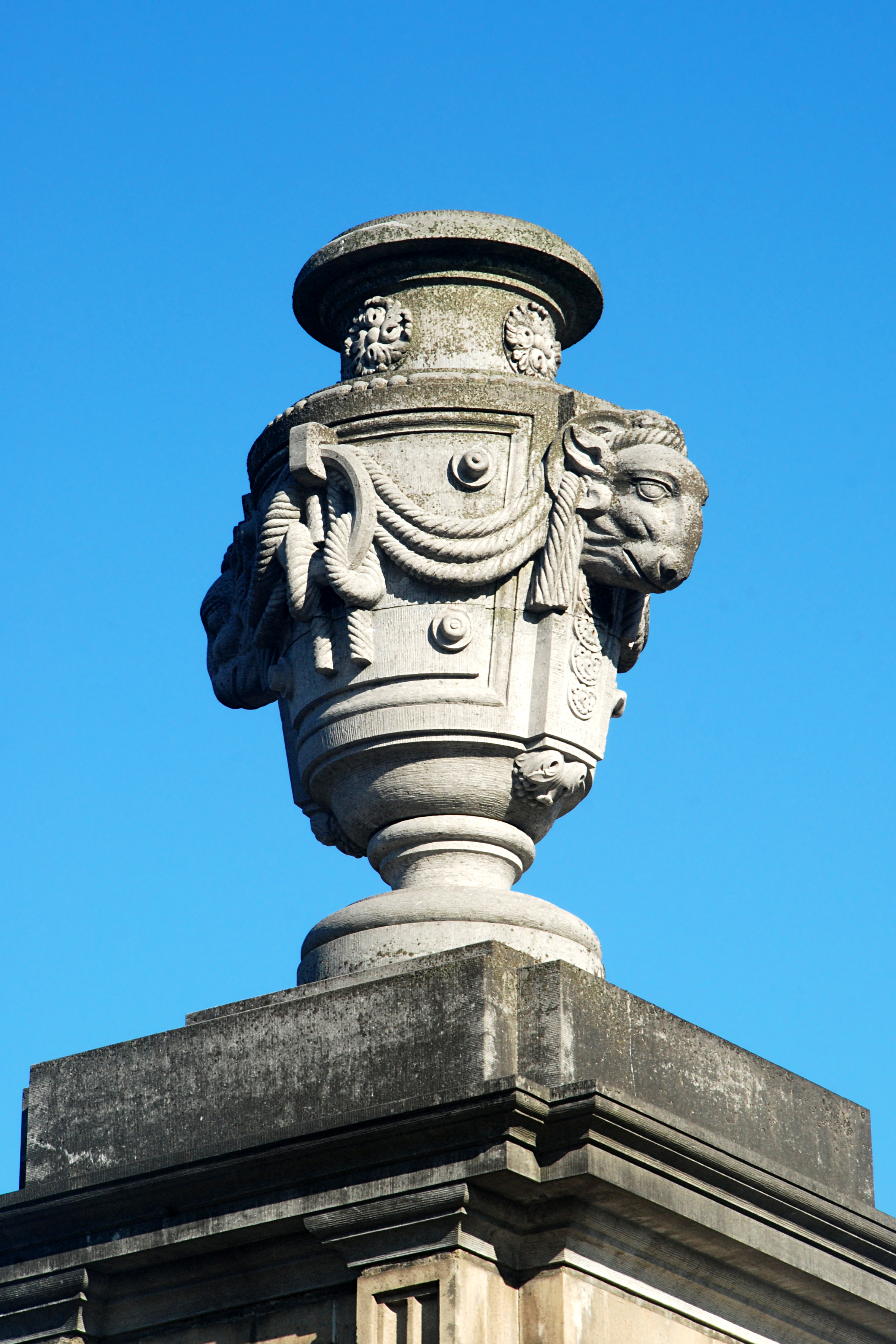
Vase de pierre du portail.

L'édifice est précédé d'une cour pavée semi-circulaire ceinte d'une clôture à balustres de pierre bleue et d'un portail.
Ce portail est constitué d'une grille en fer forgé noire surmontée de pointes de lances dorées, supportée par deux piliers à la décoration typiquement néo-classique.
Chacun de ces piliers porte sur sa face antérieure un grand cartouche plat agrémenté à sa base de gouttes (petits pendentifs typiques de l'architecture néo-classique), surmonté de consoles rectangulaires portant un petit entablement, et est sommé d'un vase en pierre orné de têtes d'animaux, d'anneaux et de cordages.
À l'ouest, la balustrade continue cède la place à un mur de clôture en pierre blanche rythmé par une alternance de balustrades, de piliers forts surmontés de statues et de piliers faibles surmontés de vases de pierre ornés de têtes de lion, de draperies et de guirlandes de laurier, semblables aux vases de pierre du mur de clôture du palais, à côté de l'Hôtel de la Liste civile de l'autre côté de la rue Ducale.

Ornements du mur de clôture
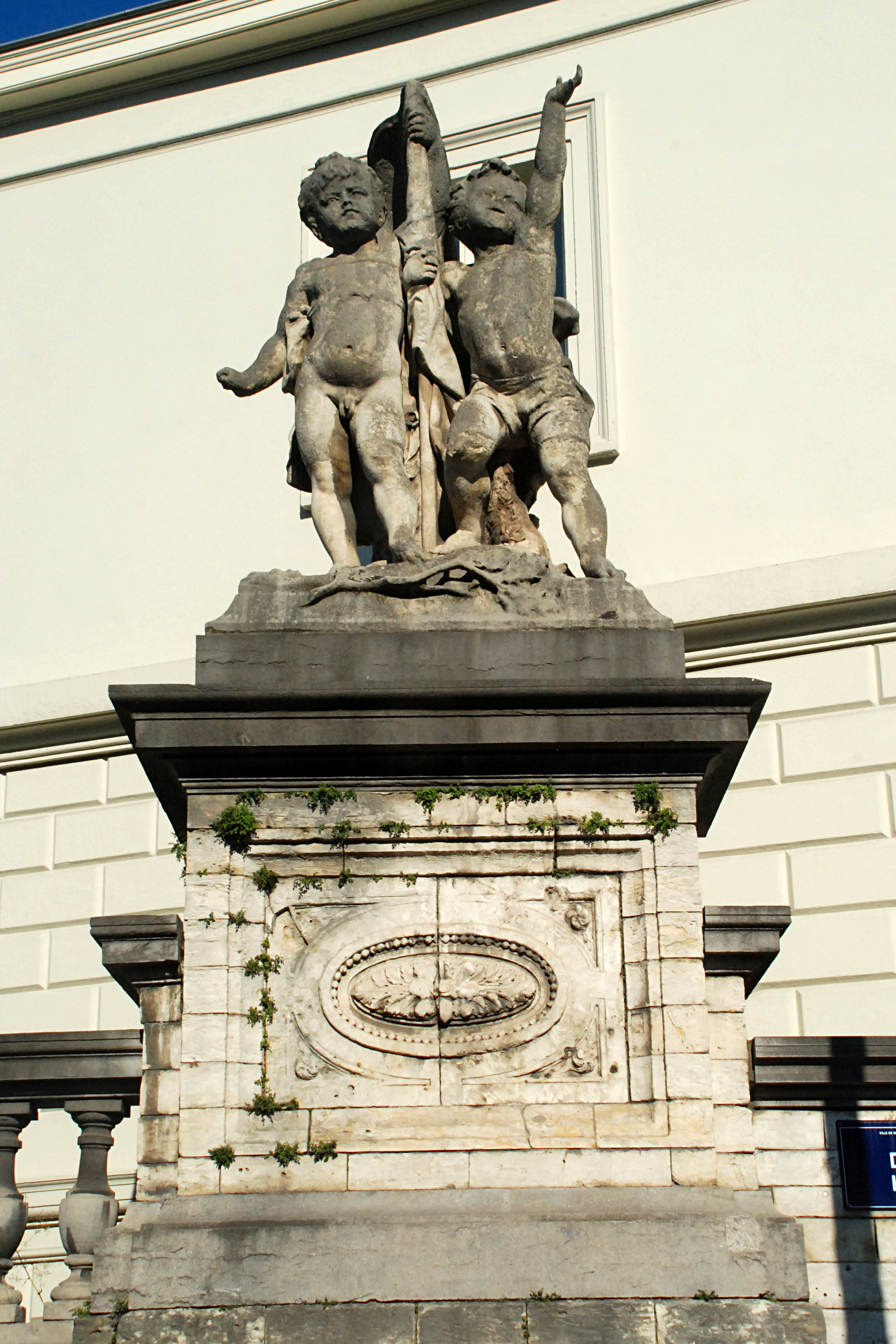
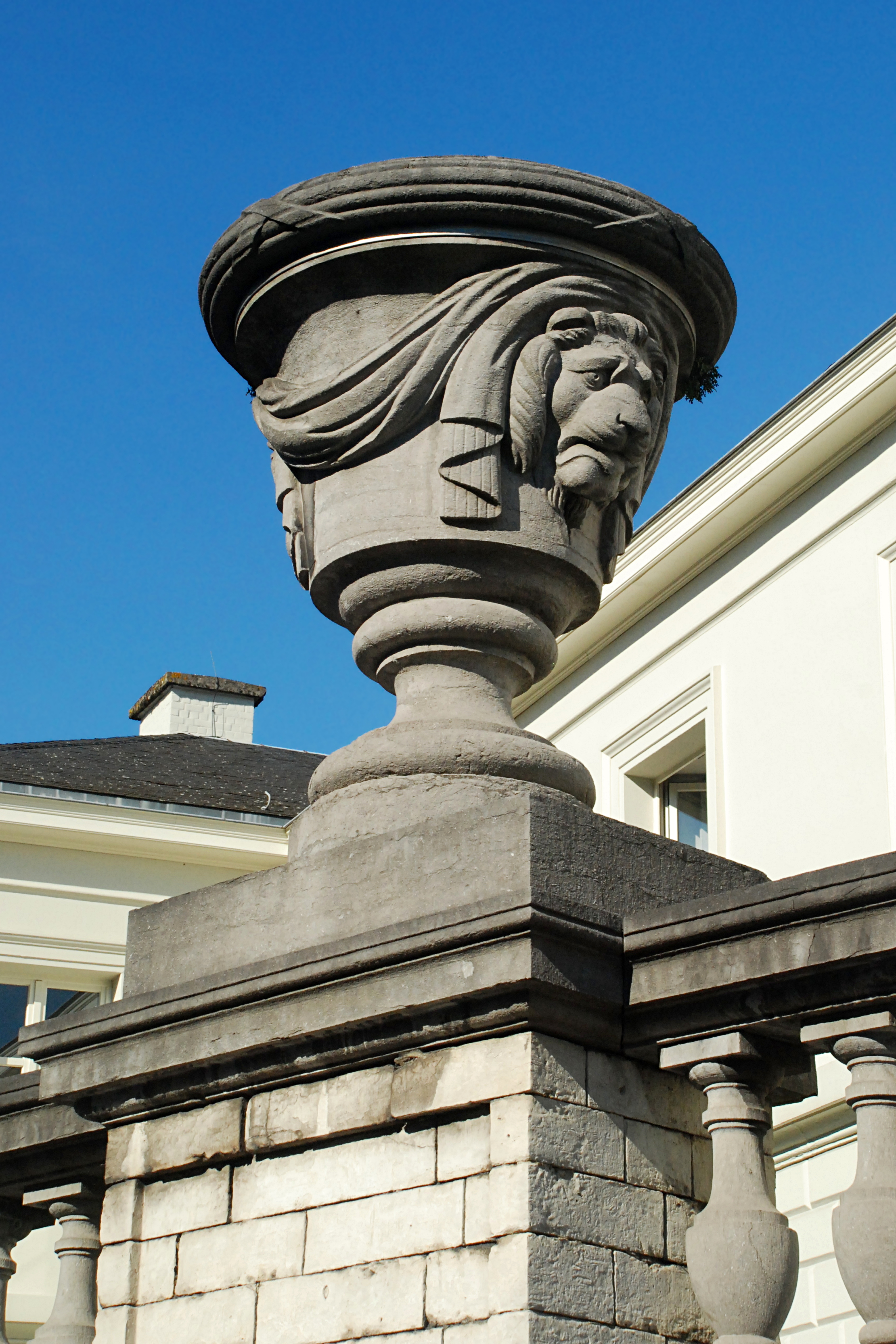
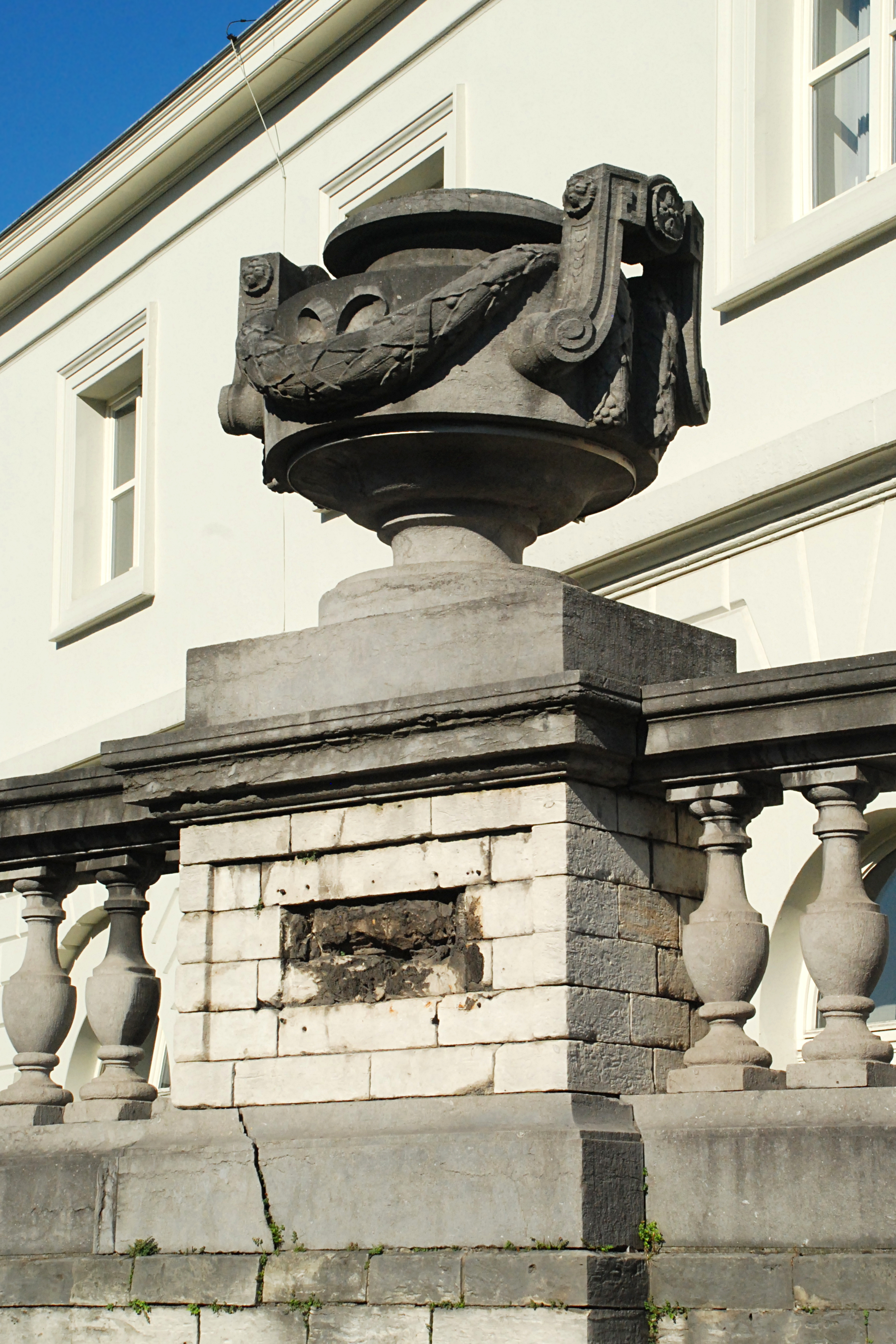

## Accessibilité
| ___ | Ce site est desservi par la station de métro : Trône. |